# 80 nap alatt a Föld körül Willy Foggal
A 80 nap alatt a Föld körül Willy Foggal (eredeti cím: La vuelta al mundo de Willy Fog, ’Willy Fog világ körüli útja’) 1983-ban vetített spanyol–japán televíziós rajzfilmsorozat, amely Jules Verne 80 nap alatt a Föld körül című regénye alapján készült. A szereplőket mind különböző állatok formálják meg, Willy Fog például oroszlán. Először a Spanyol Televízióban vetítették. Zenéjét a Mocedades együttes adja elő.

## Cselekmény
Willy Fog, a feddhetetlen angol úriember a 19. század harmadik harmadában fogadást köt klubja többi tagjával, hogy nyolcvan nap alatt megkerüli a Földet, bizonyítva, hogy a közlekedés mennyit fejlődött abban az időszakban. Mivel mindene a pontosság, egy jelentős pénzösszeget kockáztatva megfogadja, hogy Kelet felé elindulva Európa, Ázsia, a Csendes-óceán, Észak-Amerika és az Atlanti-óceán keresztülutazásával pontosan nyolcvan nap múlva a klubba fog visszaérkezni. Tüstént nekiáll csomagolni, hogy új inasával, Rigodonnal és kis barátjával, Ticóval útra keljenek. Dolgukat azonban nehezíti Transfer, egy galád figura, akit Fog klubbéli ellenlábasa fogad fel, hogy amiként csak lehet, szabotálja Fog útját, valamint nyomában lohol még Dix, a Scotland Yard nyomozója, lomha társával, Bullyval, akik le akarják tartóztatni, mert őt gyanúsítják a Bank of England kirablásával. Kalandos útjuk során megmentik Romy hercegnőt is, hogy együtt utazzanak tovább, és a kalandok folytatódnak, miközben az idő egyre szorít…

### Eltérések az eredeti regénytől
Az egyik legfontosabb eltérés a regénnyel szemben, hogy a sorozathoz három új karaktert találtak ki (Tico, Bully és Transzfer), továbbá egyes szereplők nevét megváltoztatták. Ennek ellenére mégis a regény egyik legpontosabb feldolgozása. A másik fontos eltérés, hogy a legtöbb akadályt Transzfer állította, továbbá a sorozat sokkal részletesebben meséli el a történetet, mint a regény. Érdemes megemlíteni, hogy a 19. és a 20. részben történt incidensek (a bölények átkelése a vasútvonalon, az összeomló híd és az indiánok támadása) csak puszta véletlenek voltak a regényben. Egy bizonyos fokig a befejezést is megváltoztatták. A regényben Fog szétosztja a nyereményét Passepartout és Fix felügyelő között, míg a sorozatban erre nincs semmilyen utalás, sőt a történtek után Dixet és társát lefokozzák közlekedési rendőrnek.

## Szereplők
- Willy Fog – a jómodorú, kifogástalan angol úriember, aki fogadást köt reformklubbeli barátaival, hogy nyolcvan nap alatt körülutazza a Földet, bizonyítva ezzel a közlekedés határtalan fejlődését. Mivel a pontosság a vesszőparipája, ezért minden erejével azon van, hogy a kijelölt időn belül teljesítse Föld körüli útját. Igazi gentleman, aki mindig tartja a szavát, kiáll a barátaiért és segít a bajbajutottakon. Fogadását megelőzően nem sokat járt London városán kívül. Az eredeti regényben a neve Phileas Fog. A rajzfilmben oroszlánként ábrázolják.
- Rigodon – Mr. Fog inasa, akit nem sokkal Föld körüli utazása előtt fogad fel. Francia származású, Párizsban született. Mielőtt inas lett, Rigodon cirkuszi előadóművészként dolgozott, ám szakítani akart az állandóan utazó, zaklatott életmóddal, így tért át az inasi pályára. Mr. Fog szolgálatában nyugodt, békés életet remél, ám ez rövidesen megváltozik, amikor Fog vállalkozik arra, hogy 80 nap alatt körüljárja a Földet. Annak ellenére azonban, hogy nem kenyere az utazás, Rigodon hűségesen kíséri gazdáját az úton, s igyekszik mindenben a segítségére lenni. A regényben Passepartout az eredeti neve. Vadmacskaként ábrázolják.
- Tico – Rigodon barátja, és korábbi partnere a cirkuszban. Kettejük párosa elválaszthatatlan, bár Rigodon, amikor inasnak jelentkezett Mr. Fognál, elrejtette Ticót a táskájában, mivel az állást csak úgy kaphatta meg, ha egymaga jelentkezett rá. Tico szintén Fog csapatát bővíti a Föld körüli utazás során. Származását tekintve spanyol. Igencsak forróvérű, farkasétvágyú, valamint van egy különleges napórája, amit az út során egy régésztől kap ajándékba. Tico az egyik olyan karakter a sorozatban, aki az eredeti regényben nem szerepel. Hörcsögként ábrázolják.
- Romy hercegnő – egy gyönyörű, indiai hercegnő. Miután meghal a férje és egész családja, a barbár hagyományoknak megfelelően máglyán akarják feláldozni. Rigodonnak azonban sikerül megmentenie a hercegnőt, saját életét kockára téve. Romy kezdetben azzal a szándékkal tart Mr. Foggal és társaival, hogy felkeresse rég nem látott rokonait, ám idővel nagyon is megkedveli új barátait, és végül Mr. Fog hitveseként visszautazik velük Angliába. A regényben Auda hercegnőnek hívják. Párducként ábrázolják.
- Transfer – egy alattomos, pitiáner bűnöző, akit Fog klubbéli riválisa bérel fel, hogy szabotálja Fog Föld körüli útját. A sorozat folyamán minden lehetséges eszközzel igyekszik hátráltatni Fogot és csapatát merész küldetésük végrehajtásában. Mestere az álcázásnak, így minden alkalommal más-más személy alakját ölti magára, hogy végrehajtsa galád teveit. A nézők általában a bal szemének gonosz csillogásáról ismerhetik fel, hogy éppen kinek a bőrébe bújt. Szürke farkasként ábrázolják. Az eredeti műben nem szerepel.
- Dix – a Scotland Yard nagyszájú, rátarti nyomozója, akinek meggyőződésévé válik, hogy Willy Fog rabolta ki a Bank of England-et, ezért elszántan követi őt Föld körüli utazása során, hogy bizonyítékot találjon ellene, és letartóztathassa. Folyamatosan igyekszik hátráltatni Fog utazását, abban bízva, hogy brit felségterületen tarthatja, ahol még letartóztathatja. Egyes alkalmakkor azonban kész segíteni is Mr. Fogot és csapatát, ha a szükség úgy hozza. Az eredeti műben Fix felügyelőnek hívják. Angol vérebként ábrázolják.
- Bully – Dix kissé lomha, buta, de jóindulatú társa, aki Dixszel együtt követi Mr. Fogot utazása során. Nem annyira biztos abban, hogy Fog a bankrabló, akit Dix keres, sőt az utazás során egyre inkább meggyőződik Willy Fog jó szándékáról és ártatlanságáról. Bizonyos helyzetekben okosabb Dixnél, de forrófejű társa mellett sosem tud érvényesülni. Ezenkívül kóros tengeribetegségben szenved. Szintén nem szerepel a regényben. Angol buldogként ábrázolják.
- Sullivan – a Bank of England igazgatója, Mr. Fog legfőbb riválisa a Reform Klubban. Ő ellenzi a legjobban Mr. Fog vállalkozását, hogy 80 nap alatt körüljárja a Földet, valamint ő Transfer megbízója is. Farkasként ábrázolják.
- Lord Guinness – idős, kerekesszékkel közlekedő úriember, a Reform Klub tagja. Ő ösztönzi Mr. Fogot a Föld körüljárására, s a végletekig kitart amellett, hogy Fog vállalkozása sikerrel jár. Kecskeként ábrázolják.
- Ralph – újságíró a Morning Cronics-nál. Ő ismerteti egyik cikkében azt az útvonalat, amelynek nyomán Willy Fog elindul a Föld megkerülésére, így igazán bízik abban, hogy Fog váltakozása sikeres lesz. A regényben nem szerepel, mivel a könyvben nem egy hírlap, hanem Fog klubbéli barátai határozzák meg utazásának útvonalát. Mókusként ábrázolják.
- Rowen rendőrfőnök – a Scotland Yard főfelügyelője, aki a Bank of England kirablásának nyomozását vezeti. Ő küldi Dixet és Bullyt Willy Fog nyomába. Perzsamacskaként ábrázolják.
- Wesson – a Morning Cronics főszerkesztője. Mr. Fogra fogad. Hermelinként ábrázolják.
- Farrel – gazdag gentleman, Fog ellen fogad. Rókaként ábrázolják.
- Johnson – egy vasúti társaság feje, szintén Fog ellen fogad. Mosómedveként ábrázolják.
- Korn dandárparancsnok – India becsületbeli dandárparancsnoka, aki rövid ideig Mr. Fog kísérőjévé válik indiai tartózkodása alatt. Szarvasként ábrázolják.

## A szereplők magyar hangja
- Narrátor – Koroknay Géza
- Willy Fog – Kristóf Tibor
- Romy – Málnai Zsuzsa
- Rigodon – Harkányi Endre
- Tico – Hacser Józsa
- Transfer – Varga T. József
- Dix – Szombathy Gyula
- Bully – Horváth Gyula
- Sullivan – Kautzky József
- Lord Guinness – Tyll Attila
- Ralph – Józsa Imre
- Rowen rendőrfőnök – Horkai János
- Wesson – Gyukár Tibor
- Farrel – Usztics Mátyás
- Johnson – Lippai László
- Korn dandárparancsnok – Tolnai Miklós
- Egyik bankár – Szatmári István
- Újságárus fiú – Szokol Péter
- Itáliai virágárus lány – Incze Ildikó
- Szuezi rendőrfőnök; Hongkongi rendőrfőnök; San Franciscó-i seriff – Kránitz Lajos
- Frick allergológus – Somogyvári Pál
- A Mongólia kapitánya – Képessy József
- Bombay-i rendőrfőnök; A Carnatic kapitánya – Vajda László
- Kígyóbűvölő – Komlós András
- Bombay-i kalauz – Huszár László
- A párszi, Koa gazdája; Itáliai huligán #2; Trever, a bandavezér – Dengyel Iván
- Főpapnő – Ronyecz Mária
- Kalkuttai rendőrfőnök – Elekes Pál
- Kalkuttai bíró; Manolo;Szélvész, a postakocsis – Dobránszky Zoltán
- Szingapúri rendőrfőnök – Szabó Ottó
- Félszemű hajóskapitány – Simon György
- Grant kapitány – Gruber Hugó
- Grant kapitány első tisztje – Felföldi László
- Gwensi, a segítőkész és ellátó japán kocsis – Antal László
- Akita, a cirkusz tulajdonosa; Itáliai huligán #1; Frack professzor – Füzessy Ottó
- Jokohamai rendőrfőnök – Kézdy György
- Mani; Váltólázas férfi – Verebély Iván
- Pai-Pai király – Farkas Antal
- Caula hercegnő – Némedi Mari
- Mr. Bullman, a vonat-tulajdonos – Benkóczy Zoltán
- McDugger, a feltételes; Hongkongi rendőrőrmester – Haraszin Tibor
- Higgadt Bölény törzsfőnök – Szalay Imre
- Chicagói állomásfőnök – Horváth Pál
- Vitorlás szánkó-tulajdonos – Bajka Pál
- A német hajózási társaság elnöke – Kenderesi Tibor
- Speedy kapitány, a Henrietta gőzhajó tulajdonosa – Pákozdi János
- Letartóztató rendőr az igazi gyanúsítottal; Scotland Yard-i állomásfőnök – Pusztaszeri Kornél
- Ruhabolt-tulajdonos nő – Czigány Judit
- Virágbolt-tulajdonos nő – Sándor Iza
- Wilson tiszteletes – Verebes Károly

És még sokan mások: Antal László, Botár Endre, Dallos Szilvia, Füzessy Ottó, Győri Ilona, Kiss László, Magda Gabi, Soós László, Surányi Imre, Szoó György, Turgonyi Pál, Várkonyi András

## Magyar stábtagok
- Magyar szöveg: Kálmán Éva
- Hangmérnök: Láng Noémi
- Rendezőasszisztens: Szőnyi István
- Vágó: Katona Edit
- Gyártásvezető: Dudás Ica
- Szinkronrendező: Hazai György

A szinkron a Magyar Televízió megbízásából a Pannónia Filmstúdióban készült 1986-ban.

## Vetítés
Először a Magyar Televízió 1-es programján, 1987. április 7-től szeptember 29-ig közvetítették keddenként, vasárnaponként, majd pedig az ismétlését adták le június 28-tól december 20-ig, majd 1993-ban a Duna Televízió tűzte műsorra. 1997-ben a TV2-n mutatták be. 2001 novemberétől 2003 szeptemberéig többször is szerepelt a Minimaxon. A szinkron a Magyar Televízió megbízásából a Pannónia Filmstúdióban készült, 1986-ban. A sorozat DVD-n is megvásárolható.